# Зелена партия
Зелена партия или партия на зелените се наричат редица политически партии по света, които обявяват за свои приоритети обикновено екологията, справедливостта, демокрацията и мира.
Някои по-известни зелени партии:
- В България:
  - Зелена партия,
  - Зелените,
- В САЩ:
  - Зелена партия.

## Възникване
Зелените партии възникват през 70-те и постепенно се утвърждават през 80-те години на ХХ век. Те се зараждат от новите социални движения, които от своя страна са продукт на кризата на развития капитализъм, поставящ акцент върху материалните ценности и неограничения икономически растеж. Основен фактор, провокирал появата и дейността на Зелените партии, са тежките последици от индустриалното развитие върху природната среда (замърсяването на въздуха и водите, опасността от енергийни и ядрени катастрофи, унищожаването на флората и фауната и т.н.), застрашили здравето и живота на хората.

## Идеология
Обикновено тези партии са определяни като носители на посматериалистическа идеология, отхвърляща ценностите на необуздания икономически растеж и стремежа към материално задоволяване. Повечето автори ги поставят в левия политически спектър като партии на промените и поради критиката им на модела на съвременното капиталистическо общество. Според политолога Георги Карасимеонов обаче, Зелените партии са специфичен тип политическа партия, трудно вместваща се в традиционния модел „ляво-център-дясно“.

## Организационна структура
Организационната структура на повечето Зелени партии се характеризира с децентрализация при вземането на решения, широка самостоятелност на местните структури и ясен регламент, който позволява на редовите партийни членове да осъществяват ефективен контрол на партийното ръководство и парламентарните представители. Често използван метод за предотвратяване на диктат от страна на ръководството е принципът на ротация. Обикновено Зелените партии нямат един председател, а няколко съпредседатели, които се сменят през определен период от време.